# Семашко, Адам Яковлевич
Ада́м Я́ковлевич Сема́шко (7 сентября 1889 — 27 октября 1937) — дворянин, большевик с 1907 года, прапорщик РИА (1916), активный участник революции в Петрограде — командир 1-го пулемётного запасного полка, в годы Гражданской войны — командующий Уральским военным округом (1919—1920), член реввоенсоветов Северного и Западного фронтов, а затем — 12-й армии, эмиссар всех вооружённых сил Дальневосточной республики (1921), после войны — поверенный в делах СССР в Латвии (1923).
Один из первых десяти советских «невозвращенцев» — в 1923 году уехал в Америку, однако, вскоре попросил разрешения вернуться. Вернулся в 1927 году: был арестован, провёл 10 лет в лагерях, расстрелян в 1937 году.

## Биография
Родился 7 сентября 1889 года в Риге в семье чиновника, младший из шести детей.
Отец — Яков Яковлевич Семашко, дворянин Виленской губернии, поляк. Мать — Анна Александровна, урождённая Лисинская.
Ещё учась в гимназии в Либаве, в 1907 году вступил в РСДРП, вёл пропагандистскую работу среди гимназистов и студентов.
Арестовывался по подозрению в связи с социалистами, но через четыре месяца заключения был освобождён под надзор полиции.
В 1909 году поступил на юридический факультет Петербургского университета, но не окончил его — в конце 1913 года мобилизован в армию.
В ноябре 1916 года по первому разряду окончил 3-ю Петергофскую школу прапорщиков, зачислен прапорщиком в 177-й запасной пехотный полк в Новгороде.

### 1917 год
В январе 1917 года был направлен на пулемётные курсы при Офицерской стрелковой школе в Ораниенбауме.
При школе ещё в 1915 году был сформирован 1-й пулеметный запасный полк — который был численностью с дивизию — в связи с планируемым наступлением на фронте весной 1917 года в нём скопилось 15-19 тысяч человек. Полк имел серьёзное вооружение: 374 пулемета системы «Максим» и 4343 винтовки.
Во время Февральской революции полк занял город Колпино, ожидая наступления царских войск, а затем в прибыл в Петербург и встал на сторону восставших: участие полка обеспечило значительный перевес сил, и полк был оставлен в Петрограде в казармах на Выборгской стороне.
С мая 1917 года прапорщик Семашко, умелый оратор и пропагандист, участник всех солдатских митингов и собраний, стал неформальным командиром полка — на общеполковом собрании он был выбран командиром, но это решение не было утверждено полковой ячейкой партии.
Во время июньского кризиса, вопреки решению ЦК партии большевиков, «вождь 1-го пулеметного полка» Семашко считался «главнокомандующим» всеми вооруженными силами «повстанцев» — отряды пулеметчиков заняли Финляндский вокзал и Петропавловскую крепость, предприняли попытку арестовать А. Ф. Керенского. Выступление сорвалось, полк был разоружён, Семашко скрылся.
После Октябрьской революции вернулся в Петроград — был назначен комиссаром отдела военных сообщений при Генеральном штабе.

### 1918—1924 годы
С декабря 1917 года — комиссар Всероглавштаба.
В феврале 1918 года сформировал «Особый отряд при Петроградском военном округе», с которым участвовал в боевых действиях на Финляндском фронте.
С мая 1918 года по январь 1919 года — командующий Уральским военным округом.
В январе 1919 года — член реввоенсовета Северного фронта, с 12 февраля по 21 июня 1919 года — член реввоенсоветов Западного фронта, а затем — 12-й армии при обороне Киева.
В июне 1919 года арестован Особым отделом ВЧК, но его спас Лев Троцкий.
С сентября 1919 по август 1920 года — снова командующий Уральским военным округом.
В августе 1920 года переведён на Кавказский фронт — командир Уральской особой бригады, известной как «Образцовая бригада Семашко». Был тяжело ранен, в октябре 1920 года направлен на лечение в Москву.
С ноября 1920 года — командир 3-й запасной стрелкой бригады, дислоцированной в Саратове.
В марте-апреле 1921 года — в Чите в качестве политического эмиссара всех вооруженных сил Дальневосточной республики, позже — управляющим делами Министерства иностранных дел ДВР.
С 1921 года в Народном Комиссариате по иностранным делам, с апреля 1922 года — в полпредстве СССР в Латвии, секретарь при поверенном в делах К. К. Юреневе.
В феврале-июне 1923 года — поверенный в делах СССР в Латвии.

### Невозвращенец
10 августа 1923 года был отозван в Москву в распоряжение НКИД, однако не вернулся.
28 сентября 1923 года партколлегия Центральной контрольной комиссии ВКП(б) в составе М. И. Ульяновой, А. А. Сольца и С. И. Филлера, заслушав информацию Е. М. Ярославского о том, что Семашко «сбежал и перешел в лагерь буржуазии», исключила Семашко из партии. В газете «Правда» было опубликовано сообщение:

Семашко Адам Яковлевич, бывший прапорщик старой армии, работавший при советской власти в министерстве ДВР, а последнее время — за границей, парт[ийный] б[илет] № 207333, исключён из рядов ВКП(б)
Уехал в Бразилию, где в штате Сан-Паулу купил себе земельный участок, построил дом, жил вместе с женой и тремя детьми.
Отправил «прощальное» письмо в оргбюро ЦК РКП(б), коллегии НКИД и ГПУ:
В настоящем письме я еще вкратце укажу на причины моего отъезда в Америку.
Прежде всего должен сказать — я никогда не изменял и не думал изменять делу партии и пролетарской революции. Не считаю себя изменником и сейчас.
Не могу я также говорить о серьезном принципиальном расхождении с линией ЦК. Правда, еще с осени 1918 г. я стал относиться отрицательно к курсу, взятому в продовольственной политике, деятельности ЧК и в ряде менее существенных областей. Но выходить из-за этого из партии или вступить в открытую оппозицию к ЦК я не считал возможным ни тогда, ни тем более позже, когда сам центральный парт[ийный] орган начал уклоняться в сторону более умеренной политики, приближаясь к требованиям жизни.
Определили мой поступок побуждения иного характера.
Ушел я от советской работы (после довольно видной должности) исключительно вследствие непреодолимой усталости от постоянных интриг, вечной склоки, лжи и лицемерия, в атмосфере которых приходилось работать.
Я усматривал сильное падение партийной морали: гонение за теплым местом и удержание его за собой во что бы то ни стало, склока, ханжество, кумовство, пьянство.
В течение 7 лет советской работы я не раз был свидетелем и невольным участником борьбы разных возникающих среди партийных товарищей группировок, которые при своих схватках иногда и вдохновлялись принципиальными или деловыми разногласиями, но фактически зиждились на личном интересе.
Все эти бытовые явления на личном опыте хорошо знакомы огромному большинству ответственных работников. Но, должно быть, или нервы мои оказались слабее, чем у других, или атмосфера хамства и грязного подсиживания почему-либо (возможно, что была и моя вина) сгущалась вокруг моей личности сильнее обычного. Как бы то ни было, в Риге мои силы не выдержали. Желание отдохнуть, иметь минимум душевного спокойствия на время победило все.
Я ушел — и этого не изменить. Думаю, что партия не заинтересована более в моем возвращении.

С прощальным приветом, А. Семашко.

### Возвращение в СССР, арест, лагерь, расстрел
Уже летом 1925 года Семашко пожалел о своём решении и попросил разрешения вернуться в СССР.
Одинокая, чисто мещанская жизнь, очень скоро заставила пробудиться прежние стремления, и те идеалы, с которыми я сроднился с юношеских лет, заставили проснуться…
Поскольку на его официальные запросы ответы не приходили, Семашко передал письмо через знакомого, который в советском полпредстве устно получил благоприятный ответ.
1 марта 1927 года Семашко вернулся в СССР, был арестован, водворён во Внутреннюю тюрьму ОГПУ на Лубянке.
25 июля 1927 года Особым совещаним ОГПУ приговорён к 10 годам лагерей по ст. ст. 58-10, 193-8 УК РСФСР. Ходатайство Семашко о пересмотре дела было отклонено Судебной коллегией ОГПУ.
Вначале содержался в Темниковском ИТЛ, в 1931 году попытался бежать — за что приговорён к одному году штрафного изолятора и переведён в УСЛАГ (г. Кемь). Но уже через год снова совершил попытку побега — приговорён к трём годам штрафного изолятора, и в дальнейшем срок отбывал в Соловецком лагере. Неоднократно объявлял длительные голодовки.
За год до окончания срока Оперативной частью Соловецкой тюрьмы ГУГБ НКВД СССР был привлечён по «делу» группы из 38 лагерников за «контрреволюционную фашистскую деятельность».
8 июля 1936 года спецколлегией Главсуда Карельской АССР по ст. 58-10 УК РСФСР приговорён к 10 годам лишения свободы с поглощением прежнего приговора.
Постановлением Особой тройки Управления НКВД по Ленинградской области от 9 октября 1937 года приговорён к высшей мере наказания.
Расстрелян 27 октября 1937 года, место расстрела — лесное урочище Сандармох.
Впоследствии был реабилитирован.
До 1929 года понятия «невозвращенец» не существовало. Семашко был одним из первых отказавшихся вернуться из-за границы: так, в 1921—1923 годах было зарегистрировано всего 9 невозвращенцев, из которых только 4 — члены партии. Только в 1928 году, когда численность так называемых невозвращенцев достигла 123 человек, на повестку секретариата ЦК ВКП(б) был вынесен вопрос «О работниках совхозучреждений заграницей, отказавшихся вернуться в СССР» — именно с фамилии Семашко начинается составленный в 1928 г. список партийных сотрудников загранпредставительств Наркомата иностранных дел, отказавшихся вернуться на родину.